# Frontière entre Haïti et la Jamaïque

Carte de la Mer caraïbe

La frontière entre Haïti et la Jamaïque est entièrement maritime au sud du passage de la Jamaïque et sépare les deux îles principales de chaque pays. La partie nord pose problème à Haïti qui revendique l'Île de la Navasse, sous souveraineté  de facto des États-Unis.
Il n'y a aucun traité bilatéral qui formalise la frontière. Le tripoint avec Cuba (18° 49′ 56″ N, 75° 30′ 23″ O) est fixé par un accord avec Haïti signé en 1977 et repris dans l'accord avec la Jamaïque signé en 1994. Ces deux traités ne font pas intervenir la ZEE possible de l'île de la Navasse.
Concernant le tripoint sud avec la Colombie  (14° 44′ 10″ N, 74° 30′ 50″ O), il est déduit par le traité Liévano–Brutus signé en 1987 et le traité Sanín–Robertson signé en 1993.
La frontière théorique qui s'appuie sur la convention des Nations unies sur le droit de la mer est une ligne équidistante entre les terres des deux pays :
- la partie sud ne fait pas intervenir l'île de la Navasse (ligne équidistante entre le Morant Cays et la Pointe à Gravois)
- la partie nord est sujette à la revendication américaine pour établir une possible frontière américano-jamaïcaine[2].